# Zich
Zich is  een wederkerend voornaamwoord in het Nederlands. Het wordt gebruikt bij de derde persoon enkel- en meervoud (hij/zij/men/ze) en bij de aanspreekvorm u.

## Geschiedenis
In het Nederlands, Nederduits, Engels en Fries ontbrak dit voornaamwoord van oudsher.
Het Nederlandse woord zich komt uit het Duits of is onder Duitse (Hoogduitse) invloed ontstaan.
In het Middelnederlands komt zich dan ook vooral in de zuidoostelijke teksten voor.
In het midden van de 14e eeuw verschijnt het in de Gelderse kanselarijtaal, in de noordoostelijke provincies verschijnt het ook als sick.
In de 17e eeuw verdringt zich de oudere vormen hem en z'n eigen uit de standaardtaal maar niet in de volkstaal.

## Vergelijkbare vormen
In het Afrikaans wordt nog steeds hom gebruikt, dus hetzelfde woord als Nederlands hem (de voorwerpsvorm van hy).
Het Afrikaanse woord sig wordt eerder onder Nederlandse invloed gebruikt.